# J. Fred Coots
John Frederick Coots, conosciuto come J. Fred Coots (New York, 2 maggio 1897 – New York, 8 aprile 1985), è stato un compositore statunitense.

## Biografia
Ha pubblicato la sua prima canzone nel 1917. Negli anni seguenti ha lavorato nel circuito vaudeville e nel 1922 ha scritto la musica per uno spettacolo di Broadway chiamato Sally, Irene and Mary, con testi di Raymond Klages. 
Nel 1929 si è trasferito da New York a Hollywood.
Ha composto oltre 700 canzoni e una dozzina di spettacoli per Broadway. Il suo collaboratore più frequente è stato il paroliere Haven Gillespie e la loro canzone di maggior impatto culturale è Santa Claus Is Coming to Town, brano natalizio cantato per la prima volta nel 1934 da Eddie Cantor.
È stato un rappresentato della cosiddetta scena Tin Pan Alley. Altri suoi brani famosi sono Love Letters in the Sand (1931) scritta con Nick Kenny e Charles Kenny, For All We Know (1934), scritta con Sam M. Lewis e portata al successo da Hal Kemp e Isham Jones, e You Go to My Head, brano scritto con Haven Gillespie e cantato tra gli altri da Billie Holiday.
È inserito nella Songwriters Hall of Fame.